# 瞳いっぱいの涙
「瞳いっぱいの涙」（ひとみいっぱいのなみだ）は、1985年1月21日にアルバム『and Sophia's back』と同時に、日本コロムビアからリリースされた山下久美子の11枚目のシングル。

## 作品概要
前作「モーニング・ベルならしてよ」から、約8ヶ月ぶりとなるシングルで、アルバム『and Sophia's back』と同時発売された。アルバムには「瞳いっぱいの涙」のアルバムバージョンが収録されている。
作曲を担当した原田真二が、1994年に発売されたアルバム『plugged』でセルフカバーした。

## 収録曲
| #         | タイトル             | 作詞      | 作曲      | 編曲               | 時間 |
| --------- | -------------------- | --------- | --------- | ------------------ | ---- |
| 1.        | 「瞳いっぱいの涙」   | 康珍化    | 原田真二  | 後藤次利           | 4:08 |
| 2.        | 「Cry For The Moon」 | 田口俊    | 滝沢洋一  | 後藤次利・萩田光雄 | 4:19 |
| 合計時間: | 合計時間:            | 合計時間: | 合計時間: | 合計時間:          | 8:27 |

## カバー
| 曲名           | アーティスト | 収録作品            | 発売日        | 備考         |
| -------------- | ------------ | ------------------- | ------------- | ------------ |
| 瞳いっぱいの涙 | 原田真二     | アルバム『plugged』 | 1994年3月21日 | セルフカバー |